# Horatio Caine
Poručnik Horatio Caine izmišljeni je lik kriminalističke TV serije CSI: Miami kojeg glumi David Caruso.

## Životopis
Horatio Caine prije je radio u New Yorku kao detektiv u NYPD-u (njujorška policija). Prije premještaja u Miami ubio je svojeg oca koji je ubio njegovu majku. U Miamiju prvo radi kao detektiv, a zatim kao poručnik. Godine 1995. bio je izboden dok je radio na slučaju u kojem su djecu zaključavali u ormare dok su njihove roditelje ubijali. Počinitelj tih zločina, Walter Resden, razvio je duboko neprijateljstvo prema Horatiu. Walter Resden uzeo je Horatiovu krv kad je Horatia ranio i čuvao je njegovu krv 10 godina s namjerom da Horatiu podvali ubojstvo Horatiove djevojke Rachael Turner.
Nakon njegova dolaska u Floridu, Horatio se pridružio policiji Miami-Dadea kao detektiv u Odjelu za ubojstva, ali je prebačen u bombašku ekipu, gdje mu je mentor bio Al Humphries, stariji policajac kojeg je Horatio jako poštovao i smatrao dobrim prijateljem; Humphries je kasnije poginuo slučajno aktiviravši bombu koju je pokušavao demontirati. Neko vrijeme nakon toga Horatio se vratio u detektive; u epizodi "Out of Time" spominje da je prethodno radio u bombaškoj ekipi. Napokon, Horatio je prešao u kriminalistički laboratorij, prihvativši unaprjeđenje u čin poručnika, što mu je donijelo sukob s narednikom Rickom Stetlerom, koji je, također, imao ambicije za viši čin; ta netrpeljivost provlači se kroz sve sezone serije. (Stetler je kasnije ipak dobio promaknuće, ali u Unutrašnjoj kontroli.) Kad je vođa CSI tima, Megan Donner, otišla na dopust zbog privatnih razloga (muževe smrti), Horatio je postao stalni šef CSI jedinice.
Horatio u epizodi "Dangerous Son" otkrio je da ima 16-godišnjeg sina po imenu Kyle Harmon (iz veze s Juliom Winston dok je radio na tajnom zadatku pod imenom John Walden). U epizodi "In the Wind" vidimo da je Kyle s vojskom u Afganistanu. U epizodi "Going Ballistic" Horatio je ustrijeljen. Međutim, u narednoj epizodi "Resurrection" vidimo da je Horatio lažirao svoju smrt kako bi zaustavio prodaju ilegalnih metaka. U 1. epizodi 8. sezone "Out of Time" u prisjećanjima je prikazano formiranje njegovog tima 1997. godine, nedugo nakon što je postao šef nove istražiteljske jedinice koja je brzo preimenovana u CSI. Bio je kratko oženjen s Marisol Delko, Ericovom sestrom; brak je kratko trajao jer su Marisol snajperom ubili članovi bande Mala Noche u epizodi "Rampage".

## Šef dnevne smjene kriminalističkog laboratorija
U CSI-u Horatio je šef dnevne smjene u kriminalističkom laboratoriju policije Miami-Dadea, forenzički analitičar i bivši detektiv iz Odjela za ubojstva i član bombaške ekipe. Specijalnost su mu požari i eksplozije. Ponaša se veoma zaštitnički prema timu koji ga oslovljava s "H". Veoma je zabrinut za reputaciju svog krim-laboratorija i jako se trudi da sve bude "čisto", vjerojatno i zbog lošeg iskustva s mlađim bratom Raymondom, također policajcem, koji je upao u ilegalne aktivnosti. Kad njegovi ljudi dođu pod sumnju u nekoliko epizoda (One of Our Own, Internal Affairs), on odmah staje u njihovu odbranu, braneći ih naročito od Stetlera, i daje sve od sebe da dokaže njihovu nevinost. 

### Prošli događaji
Za razliku od svog kolege Grissoma iz CSI: Las Vegasa, Horatio je policajac (forenzičari u Las Vegasu službeno nisu policajci), pa nosi i značku i pištolj. Izvanredan je strijelac i ne oklijeva upotrijebiti smrtonosnu silu kad je to potrebno. Također je vatreni zagovornik smrtne kazne za naročito gnusne zločine i nimalo se ne dvoumi da njome zaprijeti osumnjičenicima u takvim slučajevima. U prve 2 sezone nosio je Berettu Cougar, a od treće nosi SIG-Sauer P229. Veoma insistira na održavanju oružja, naročito otkad je član tima Tim Speedle poginuo u obračunu jer mu je pištolj zakazao zbog lošeg održavanja. Ustvari, jedan od razloga što je gotovo na licu mjesta odabrao Wolfea za Speedlovu zamjenu (u epizodi Under the Influence) jeste Wolfeovo kompulzivno održavanje pištolja zbog OKP-a. 
Kasnije je bio prisiljen otpustiti Wolfea koji se kompromitirao tokom jedne istrage zbog kockarskih dugova i neiskrenosti u vezi s tom situacijom (Burned). Wolfe je prije toga prekršio i protokol. Horatio je pokazao volju da dopusti Wolfeu da se iskupi i otvorio mogućnost da se Wolfe vrati u tim, ali nakon što pregleda sve dosjee iz prethodnih slučajeva (Kill Switch). 
U finalu 2. sezone (MIA/NYC NonStop) Horatio putuje u New York u potjeri za osumnjičenikom za ubojstvo i tu upoznaje detektiva Maca Taylora i njegov tim, što je bio uvod za 1. sezonu CSI: NY-a. Horatio se kasnije ponovo udružuje s Macom i timom kako bi pronašli i uhitili serijskog ubicu Henryja Dariusa (Darius je prethodno pobjegao iz Miamija u epizodi Felony Flight), što im na kraju i uspijeva (epizoda CSI: NY-a Manhattan Manhunt); Darius je izručen Floridi, u kojoj postoji smrtna kazna. Pojavljivanjem u ovoj epizodi Horatio je postao prvi lik koji se makar jednom pojavio u sve 3 CSI-serije. 
Horatio kroz seriju ima više stalnih neprijatelja, od serijskog ubice Resdena, preko Stetlera do korumpiranog sudije Josepha Ratnera. Neki za koje je mislio da ih je zauvijek zatvorio vratili su se da ga progone. Clavo Cruz, koji je osuđen na doživotni zatvor zbog ubojstva jedne žene (epizode Blood Brothers i Identity), uspijeva pobjeći tokom dramatičnog napada raketnim bacačem na sudnicu (u kojem je lakše ranjena Alexx). Cruz zatim otima sudsku stenografkinju i traži milijun dolara od Horatia u zamjenu za njenu lokaciju. Međutim, to je sve bila namještaljka: Horatio i Delko upadaju u zasjedu na krovu garaže. Iako Horatio ubija jednog kriminalca i prolazi bez povrede, Delko je kritično ranjen (No Man's Land). Horatio na kraju prisiljava Cruza da iziđe iz skrovišta, uklonivši mu sve moguće puteve za bijeg. Cruz prilazi Horatiu ispred sjedišta policije Miami-Dadea i Horatio ga ubija jednim metkom u prsa (Man Down).
Horatio je, također, bio meta sina moćnog kriminalca Argenta, kojeg je strpao u zatvor nekoliko godina ranije. Nakon što Horatiov službeni automobil bude oštećen, mladić samozadovoljno negira krivicu. Horatio zatim naizgled vrtoglavo upada u njegovu zamku i mladić ga ustrijeli. Međutim, ranije mu je metke zamijenio ćorcima, pa Horatio prolazi bez povrede, a mladić je nakon toga uhićen (Cyber-lebrity).
U epizodi Bone Voyage, Raymond Langston dolazi kako bi Horatio i njegovom tim, rekao o preminulom CSI detektivu Warrick Brown.

### Nedavni događaji
U finalu 8. sezone (All Fall Down) Horatio prima šokantnu poruku od serijskog ubojice. U poruci je pisalo "Svi padaju dolje". 
U premjeri 9. sezone (Fallen) Horatio juri u laboratorij, bojeći se za život njegovog tima. Kad je izašao iz dizala, on pronalazi cijeli tim na podu i Erica još uvijek budnog. Eric Horatiu govori da puca kroz prozor da bi dobili kisik. Nakon što Horatio puca u prozor, svi su se probudili, osim Jesse Cardoza, koji je umro za vrijeme njegova pada. Horatio zatim pokušava utješiti Nataliu, koja je neprestano pokušavala ga oživjeti. Horatio zatim se pridružuje svom timu na igri košarke, u čast Jesse na kraju epizode nakon što su pronašli ubojicu.
U epizodi See No Evil veliki Prison Break se pojavljuje i jedan od zatvorenika Joe LeBrock pokušavaju ubiti Caine.
U epizodi Manhunt, on i ekipa traga za Memmo Fierro, čovjeka koji je ubio Marisol (Horatio suprugu i Ericovu sestru). Memmo (prema nalogu Antonio Riaz od Mala Noche) je pucao u Marisol, a zatim blokirao Hitnu pomoć. U bolnici, liječnik kaže da je automobil bio gori od metka. Na kraju epizode, Memmo uzima taoce. Eric je imao Memma na nišani, ali Horatio kaže mu da ne puca ispred Memmove kćeri. Kad Memmo vidi svoju kćer, odlazi s taocem, koji je kasnije pronađen mrtav.
U epizodi Happy Birthday, Horatio se vidi u vožnji na početku epizode s buketom cvijeća na suvozačevom mjestu i ostavlja Ericu poruku na njegov telefon moleći ga da preuzme njega neko vrijeme tako da on može pokrenuti zadatak. Neki pješak vidi napadača, koji je trudnicu napao na strani ceste. Napuštajući svoj zadatak, on pomaže ženi i provodi ostatak epizode u potrazi za ljudima koji su učinili to s njom, dok se majka i dijete bori za svoj život natrag u bolnici. Na kraju epizode, majka rađa djevojčicu. Horatio ode na Marisolin grob.
U epizodi Last Stand, Memmo se vraća s bandom narko kartela, a Caine postavlja zamku za njega. Na kraju epizode Horatio ga stavlja u pritvor.

## Vanjske poveznice
- Horatio Caine  Arhivirana inačica izvorne stranice od 24. kolovoza 2011. (Wayback Machine) na IMDb-u
- Horatio Caine  Arhivirana inačica izvorne stranice od 15. travnja 2012. (Wayback Machine) na CSI: Miami fan situ